# AppleWorks
AppleWorks – pakiet biurowy dla systemów Mac OS i Microsoft Windows. Pierwsza wersja została wydana w 1984 roku dla komputerów Apple II. W skład pakietu wchodziły: procesor tekstu, program do tworzenia arkuszy kalkulacyjnych, system zarządzania relacyjną bazą danych, program do tworzenia prezentacji oraz programy graficzne.
Pakiet powstał na bazie programu Quick File napisanego przez Ruperta Lissnera. Początkowo w skład AppleWorks wchodził procesor tekstu, program do tworzenia arkuszy kalkulacyjnych oraz program do zarządzania bazami danych. W następnych miesiącach powstała wersja pakietu dla komputerów Macintosh. Powstały również odpowiedniki dla systemów operacyjnych ProDOS i DOS 3.3. W pierwszych wersjach z pakietu korzystało się za pomocą menu, a nie wiersza poleceń.
W 1987 roku Apple utworzył oddzielną firmę o nazwie Claris, która rozwijała wybrane programy wydawane na komputery Apple II i z serii Macintosh. Firma odpowiadała za produkcję pakietu biurowego ClarisWorks. Pod koniec lat 90. Claris wróciło do Apple, a pakiet ClarisWorks 5 przyjął nazwę AppleWorks 5.
W 2003 roku wydano AppleWorks 6. Była to ostatnia wersja pakietu. W 2007 roku Apple zrezygnowało z dalszego rozwijania pakietu na rzecz iWork.